# Pertusaria moreliensis
Pertusaria moreliensis är en lavart som beskrevs av B. de Lesd. Pertusaria moreliensis ingår i släktet Pertusaria och familjen Pertusariaceae.   Inga underarter finns listade i Catalogue of Life.